# قائمة قرارات مجلس الأمن التابع للأمم المتحدة لعام 1985
تتضمن قائمة قرارات مجلس الأمن التابع للأمم المتحدة لعام 1985 جميع القرارات الصادرة عن مجلس الأمن التابع للأمم المتحدة خلال العام 1985.

## القائمة
| رقم القرار | الرمز           | نص القرار                         | موضوع القرار                                    |
| ---------- | --------------- | --------------------------------- | ----------------------------------------------- |
| 560        | S/RES/560(1985) | نص الوثيقة على موقع الأمم المتحدة | الحالة في جنوب أفريقي                           |
| 561        | S/RES/561(1985) | نص الوثيقة على موقع الأمم المتحدة | الحالة في لبنان                                 |
| 562        | S/RES/562(1985) | نص الوثيقة على موقع الأمم المتحدة | الحالة في نيكاراغوا والولايات المتحدة الأمريكية |
| 563        | S/RES/563(1985) | نص الوثيقة على موقع الأمم المتحدة | قوة الأمم المتحدة لمراقبة فض الاشتباك           |
| 564        | S/RES/564(1985) | نص الوثيقة على موقع الأمم المتحدة | الحالة في لبنان                                 |
| 565        | S/RES/565(1985) | نص الوثيقة على موقع الأمم المتحدة | الحالة في قبرص                                  |
| 566        | S/RES/566(1985) | نص الوثيقة على موقع الأمم المتحدة | الحالة في ناميبي                                |
| 567        | S/RES/567(1985) | نص الوثيقة على موقع الأمم المتحدة | الحالة في أنغولا وجنوب أفريقي                   |
| 568        | S/RES/568(1985) | نص الوثيقة على موقع الأمم المتحدة | الحالة في بوتسوانا وجنوب أفريقي                 |
| 569        | S/RES/569(1985) | نص الوثيقة على موقع الأمم المتحدة | الحالة في جنوب أفريقي                           |
| 570        | S/RES/570(1985) | نص الوثيقة على موقع الأمم المتحدة | محكمة العدل الدولية (12 سبتمبر)                 |
| 571        | S/RES/571(1985) | نص الوثيقة على موقع الأمم المتحدة | الحالة في أنغولا وجنوب أفريقي                   |
| 572        | S/RES/572(1985) | نص الوثيقة على موقع الأمم المتحدة | الحالة في بوتسوانا وجنوب أفريقي                 |
| 573        | S/RES/573(1985) | نص الوثيقة على موقع الأمم المتحدة | الحالة بين إسرائيل وتونس                        |
| 574        | S/RES/574(1985) | نص الوثيقة على موقع الأمم المتحدة | الحالة في أنغولا وجنوب أفريقي                   |
| 575        | S/RES/575(1985) | نص الوثيقة على موقع الأمم المتحدة | الحالة في لبنان                                 |
| 576        | S/RES/576(1985) | نص الوثيقة على موقع الأمم المتحدة | قوة الأمم المتحدة لمراقبة فض الاشتباك           |
| 577        | S/RES/577(1985) | نص الوثيقة على موقع الأمم المتحدة | الحالة في أنغولا وجنوب أفريقي                   |
| 578        | S/RES/578(1985) | نص الوثيقة على موقع الأمم المتحدة | الحالة في قبرص                                  |
| 579        | S/RES/579(1985) | نص الوثيقة على موقع الأمم المتحدة | اختطاف الرهائن                                  |
| 580        | S/RES/580(1985) | نص الوثيقة على موقع الأمم المتحدة | الحالة في ليسوتو وجنوب أفريقي                   |

## المرجع
1. ↑  "قرارات مجلس الأمن". الأمم المتحدة. مؤرشف من الأصل في 2019-01-17. اطلع عليه بتاريخ 22 شباط / فبراير 2017. {{استشهاد ويب}}: تحقق من التاريخ في: |تاريخ الوصول= (مساعدة)